# Biblioteka Sir Roberta Ho Tunga

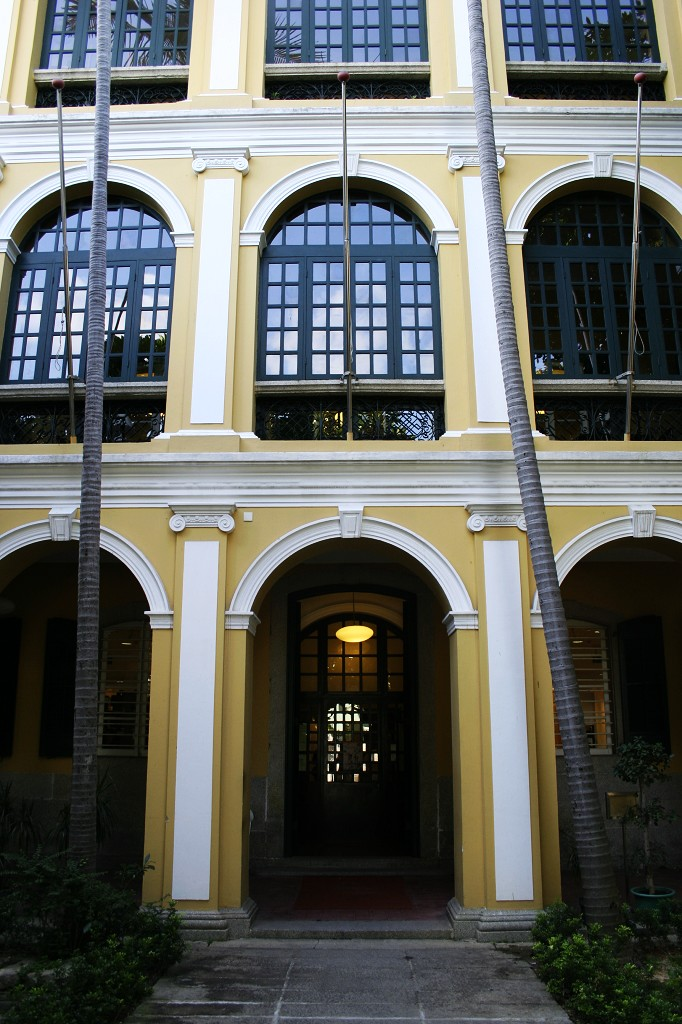
Biblioteka Sir Roberta Ho Tunga

Biblioteka Sir Roberta Ho Tunga (port. Biblioteca Sir Robert Ho Tung; chiń. trad. 何東圖書館) – biblioteka publiczna przy placu św. Augustyna w Makau wpisana na listę światowego dziedzictwa UNESCO.

## Historia
Budynek biblioteki powstał w 1894 roku i był początkowo rezydencją Dony Caroliny Cunha. W 1918 roku posiadłość zakupił hongkoński biznesmen Sir Robert Ho Tung (chiń. trad. 何東; pinyin Hé Dōng) i wykorzystywał ją jako miejsce odpoczynku w czasie swoich podróży do Makau. Robert Ho Tung przeniósł się do Makau w 1941 roku, po zajęciu Hongkongu przez Japończyków. Mieszkał w budynku do 1945 roku, do momentu zakończenia drugiej wojny chińsko-japońskiej. Robert Ho Tung zmarł w 1955 roku i zgodnie z jego wolą posiadłość przekazano rządowi Makau w celu otwarcia w budynku biblioteki publicznej. Bibliotekę Sir Roberta Ho Tunga otwarto oficjalnie w 1958 roku.
W 2005 roku biblioteka została wpisana na listę światowego dziedzictwa UNESCO, jako część zabytkowego centrum Makau.

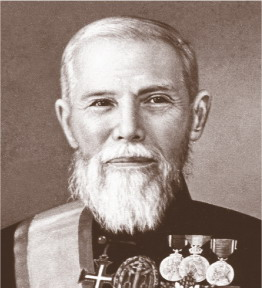
Sir Robert Ho Tung

W 2005 roku rząd Makau odnowił dawny dom Roberta Ho Tunga i wybudował obok nowy, 4-kondygnacyjny budynek o powierzchni 30 tys. m², będący największą biblioteką w Makau. W sumie przeznaczono na ten cel ok. 20 mln MOP. Od tego momentu w zabytkowej rezydencji przechowywane są wyłącznie dokumenty archiwalne, klasyczne dzieła chińskie i pozycje dotyczące historii Chin, natomiast w nowej bibliotece multimedialnej zgromadzono resztę zbiorów.

## Architektura
Przed biblioteką znajdują się żółte arkady z pięcioma żelaznymi bramami i balustradą z niebieskimi, glazurowanymi tralkami na górze. Budynek biblioteki posiada trzy kondygnacje. Z przodu budynku, na parterze, mieści się mała loggia z pięcioma arkadami, w której znajdują się drzwi wejściowe. Na dwóch wyższych piętrach umieszczono po pięć dużych okien łukowych. Pomiędzy oknami występują białe pilastry w stylu jońskim, które kontrastują z żółtą fasadą. Budynek zwieńczono dachem z czerwonych cegieł, zabudowanym niskimi ściankami z czterech stron. Obok biblioteki mieści się ogród.